# Кабрера Артеага, Сэнди
Сэнди Кабрера Артеага (исп. Sandy Cabrera Arteaga; род. 20 сентября 2000, Гондурас) — гондурасская активистка за права женщин. Она первая гондурасская женщина, включенная в число 100 женщин Би-би-си.

## Жизнь
Артеага изучала философию в Национальном автономном университете Гондураса. Она работает специалистом по связям с общественностью и живёт в Тегусигальпе, столице Гондураса. Артега выступает за права женщин и права человека в общем, уделяя особое внимание сексуальным и репродуктивным правам, таким как использование посткоитальных контрацептивов.
Артеага была членом организации Acción Joven («Молодёжное действие») и выступала в качестве представителя кампании Hablemos lo que es («Давайте поговорим об этом»). Артеага и её коллеги развеивали заблуждения, такие как представление о том, что эмболизация артерий предстательной железы вызывает рак, с помощью видеороликов TikTok, постов в Instagram и кампании по всей стране. Им также удалось убедить более 700 000 гондурасцев подписать петицию, призывающую правительство принять меры.

## Признание
В 2022 году Би-би-си включила Артеагу в список 100 самых вдохновляющих женщин мира. Таким образом, она стала первой женщиной гондурасского происхождения, включённой в этот список.